# اسلام‌آباد (قوچان)
اسلام‌آباد، روستایی است از توابع بخش مرکزی شهرستان قوچان در استان خراسان رضوی ایران.

## جمعیت
این روستا در دهستان هودانلو قرار داشته و بر اساس سرشماری سال ۱۳۹۰ جمعیت آن ۵۲۱ نفر (۱۲۳ خانوار)
بوده است.